# Ilhas Virgens Americanas nos Jogos Olímpicos de Verão de 1972
As Ilhas Virgens Americanas competiram nos Jogos Olímpicos de Verão de 1972 em Munique, Alemanha Ocidental.

## Resultados por Evento

### Atletismo
100 m masculino
- Calhern George
  - Primeira Eliminatória — 10.90s (→ não avançou)